# Markus Eisenschmid
Markus Eisenschmid (Marktoberdorf, 22 gennaio 1995) è un hockeista su ghiaccio tedesco, di ruolo centro o ala destra.
Ha vinto la Deutsche Eishockey-Liga con la maglia delle Adler Mannheim. Con la maglia della nazionale tedesca ha disputato tre edizioni dei mondiali.
Eisenschmid proviene da una famiglia di hockeisti: le sorelle Tanja e Nicola sono giocatrici di alto livello che hanno vestito la maglia della nazionale.